# Acrolophus arcasalis
Acrolophus arcasalis är en fjärilsart som beskrevs av Walker 1858. Acrolophus arcasalis ingår i släktet Acrolophus och familjen Acrolophidae. Inga underarter finns listade i Catalogue of Life.